# Fethia Jerbi
Fethia Jerbi, née le 15 décembre 1957, est une athlète tunisienne.

## Carrière
Fethia Jerbi est médaillée d'or du lancer du disque aux Jeux africains de 1978 à Alger. En 1979, elle est médaillée d'argent de la discipline aux championnats d'Afrique à Dakar ainsi qu'aux Jeux méditerranéens à Split, et médaillée d'or du lancer du disque et du lancer du poids aux championnats panarabes à Bagdad.
Elle est médaillée d'argent du lancer du disque aux championnats panarabes 1981 à Tunis.